# Comuna Ciornîi Kut, Șîreaieve
Ciornîi Kut (în ucraineană Чорний Кут) este o comună în raionul Șîreaieve, regiunea Odesa, Ucraina, formată din satele Ciornîi Kut (reședința), Lidivka și Preobrajenka.

## Demografie
Componența lingvistică a comunei Cervonîi Kut
     Ucraineană (78,51%)
     Română (10,38%)
     Rusă (7,69%)
     Bulgară (1,1%)
     Alte limbi (0,12%)
Conform recensământului din 2001, majoritatea populației comunei Cervonîi Kut era vorbitoare de ucraineană (78,51%), existând în minoritate și vorbitori de română (10,38%), rusă (7,69%) și bulgară (1,1%).